# Mouvement Muttahida Qaumi
Le Mouvement Muttahida Qaumi (en ourdou : متحدہ قومی موومنٹ, Muttaḥidah Qọ̄mī Mūwmaṅṫ abrégé MQM ; en français : Mouvement national uni) est un parti politique pakistanais d’inspiration libérale et laïque fondé en 1984 par Altaf Hussain. Il représente surtout la population mohajire urbaine de langue ourdou et trouve principalement ses électeurs dans la province du Sind et surtout à Karachi, plus grande ville du pays, où il est souvent majoritaire.
Jusqu’au 26 juillet 1997, il s'appelait Mouvement Mohajir Qaumi (Mouvement national des Mohajirs). Il a changé son nom dans le but de représenter toute la population pakistanaise mais son électorat reste surtout lié aux Mohajirs. Ayant connu plusieurs divisions, il est aussi impliqué dans de nombreuses polémiques de violences inter-ethniques liées au crime organisé de Karachi.

## Idéologie
Dans les faits, le MQM est un parti politique ethnique visant à représenter la population mohajire (immigrée) urbaine de langue ourdou (plusieurs millions de musulmans) qui s’était réfugiée au Pakistan en provenance de l’Inde après la partition de 1947. Le MQM défend les droits des Mohajirs au Pakistan, vise à améliorer leur statut socio-économique et à leur assurer plus de pouvoir sur le plan politique. Son opposition radicale aux islamistes, vaut aux responsables du parti d’être la cible de violentes attaques.

## Histoire

### Fondation

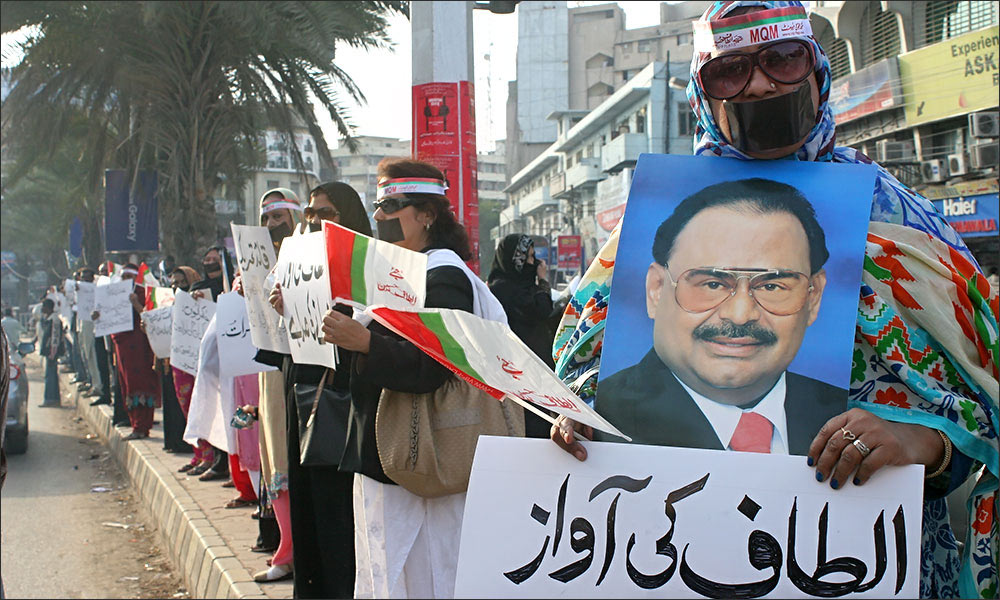
Manifestants du MQM brandissant un portrait d'Altaf Hussain.

Le Mouvement Mohajir Qaumi (Mouvement national des immigrés) est fondé en 1984 par Altaf Hussain dans le but de représenter les Mohajirs, population immigrée d'Inde et de langue ourdou. Son fondateur avait créé le 11 juin 1978 la All Pakistan Muhajir Student Organization, organisation étudiante représentant également les Mohajirs. Le mouvement vise a améliorer la situation de cette population, minoritaire à l'échelle nationale mais largement majoritaire à Karachi, la plus grande ville du pays.
Le quartier-général du parti, dénommé Nine-Zero, se trouve dans le district de Karachi-Centre.

### Implications dans les violences des années 1990
À partir de 1992, le parti connait de nombreuses dissidences et progressivement plusieurs factions apparaissent, dont les deux principales sont le MQM-Altaf dirigé par Altaf Hussain et le MQM-Haqiqi (« véritable ») fondé par Afaq Ahmed et Aamir Khan.
Ces divisions ont conduit à une forte augmentation de la criminalité à Karachi alors que les partisans des différentes factions sont souvent armés. Des groupes nationalistes sindis ont également été impliqués. En réaction, l'armée pakistanaise soutenue par le gouvernement de Nawaz Sharif mène des opérations militaires dans la ville du 19 juin 1992 au 16 août 1994, qui ont été critiquées car elles auraient surtout visé la faction d'Altaf Hussain dans le but d'affaiblir le parti. Toutefois, en 1994 et 1995, ces violences politiques atteignent leur paroxysme avec plus de 1 800 morts durant cette dernière année. Les principaux fondateurs du parti, Altaf Hussain et Imran Farooq, sont exilés à Londres depuis 1992 et 1999 respectivement. Le 16 septembre 2010, Imran Farooq, membre fondateur du parti, est poignardé à Londres où il était en exil mais Altaf Hussain dirige toujours son parti depuis l'étranger.

### Élections de 2002 et soutien à Musharraf

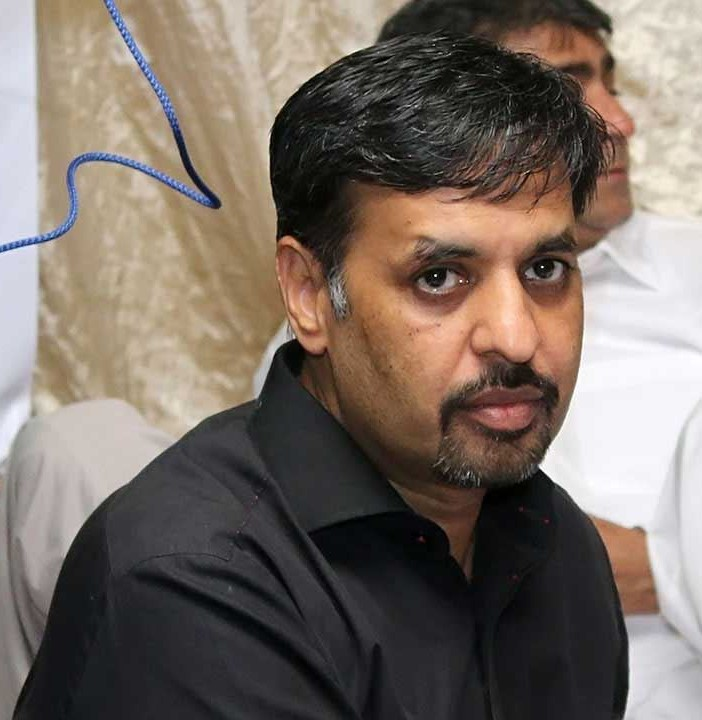
Mustafa Kamal, maire MQM de Karachi de 2005 à 2010.

Aux élections législatives du 20 octobre 2002, le MQM a recueilli 3,1 % des voix et 17 sièges sur 342 à l’Assemblée nationale. Le parti intègre ensuite la coalition gouvernementale soutenant le président Pervez Musharraf après avoir obtenu des assurances sur la décentralisation qu'il souhaite et des élections municipales. 
Aux élections municipales d’août 2005, le MQM a présenté des listes sous la dénomination Haq Parast Group car les partis sont officiellement bannis pour ce type d’élection. Il avait déjà obtenu des sièges par le passé à des élections législatives sous cette appellation. Mustafa Kamal remporte largement le scrutin à Karachi et est maire de la mégalopole 2005 à 2010.

### Élections de 2008 et participation au gouvernement
Avec les élections législatives de 2008, le parti réalise la meilleure performance de son histoire avec 25 sièges obtenus à l’Assemblée nationale. Il a notamment réuni environ 75 % des voix à Karachi. Le parti rejoint la coalition parlementaire dirigée par le Parti du peuple pakistanais et composée également du Parti national Awami et de Jamiat Ulema-e-Islam. À la suite de ces mêmes élections, il est le deuxième parti de l’Assemblée provinciale du Sind et forme une coalition avec le Parti du peuple pakistanais.
En 2010, la violence et la campagne d’assassinats ciblés frappant Karachi s’intensifient en touchant beaucoup de membres de partis politiques, et surtout ceux du MQM. À la suite de l’assassinat du député provincial Raza Haider le 2 août, des violences éclatent dans la ville et auraient fait environ 80 morts. Le 17 octobre 2010, alors que des élections partielles sont tenues pour remplacer le député, de nouvelles violences éclatent et plus de 30 personnes sont tuées dans plusieurs fusillades. Le MQM a alors menacé de quitter la coalition gouvernementale afin de protester contre l’échec des autorités de protéger les habitants de Karachi.
Le 2 janvier 2011, le MQM et ses 25 députés quittent la coalition, plaçant le gouvernement en minorité à la chambre basse. Le parti invoque alors la hausse du prix des carburants décidée par le gouvernement. Englué dans la crise politique, le gouvernement revient sur sa décision sur les carburants et le MQM réintègre la coalition parlementaire le 7 janvier alors que le Premier ministre Youssouf Raza Gilani s’est rendu à Karachi pour rencontrer les dirigeants du MQM dans leur quartier-général. Toutefois, le 27 juin 2011, le MQM quitte définitivement la coalition gouvernementale, surtout en raison de l'opposition aux transferts de compétences de la municipalité de Karachi vers la province du Sind voulus par le PPP. Il quitte également la coalition dans le Sind et les ministres du MQM démissionnent. Le parti se rapproche ensuite du principal parti d’opposition, la Ligue musulmane du Pakistan (N). Pourtant, cette fois, le parti ne menace pas la majorité du gouvernement puisque ce dernier intègre désormais la Ligue musulmane du Pakistan (Q).

### Élections de 2013

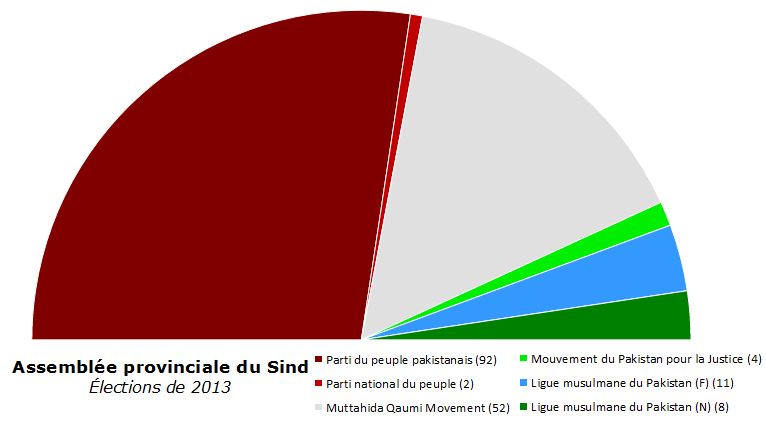
Composition de l'Assemblée provinciale du Sind de 2013 à 2018, avec le MQM en blanc.

Lors des élections du 10 mai 2013, le parti réussit à tenir relativement ses positions dans ses fiefs politiques, à Karachi et Hyderabad, mais perd toutefois deux sièges de députés fédéraux et trois provinciaux. Ces élections voient également l’émergence d'un parti critique envers le MQM, le Mouvement du Pakistan pour la justice (PTI) qui remporte un député à Karachi alors que ses partisans manifestent en accusant le MQM de fraudes électorales, violences et bourrages d'urnes,. 
Les tensions communautaires connaissent alors un regain, d'autant que le PTI est supposé avoir le soutien des Pachtounes, plus nombreux dans la ville depuis quelques années. Le chef du PTI Imran Khan accuse le MQM et son chef Altaf Hussain d'être directement responsables de l'assassinat de sa vice-présidente Zahra Shahid le 19 mai 2013.

### Scissions de 2016 et défaites de 2018

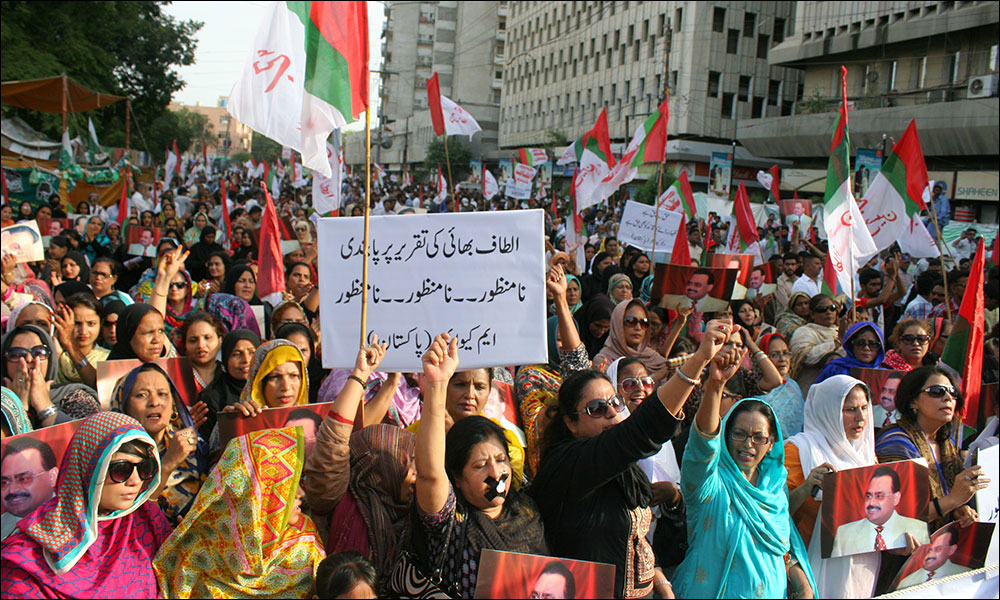
Manifestation du MQM en 2015.

Depuis 2016, le MQM connait des divisions spectaculaires. En mars 2016, l'ancien maire de Karachi Mustafa Kamal quitte le MQM pour créer son propre parti, le Pak Sarzameen. Puis surtout, sous pression des autorités militaires et de la justice, le no 2 du parti Farooq Sattar annonce le 26 août 2016 qu'il expulse Altaf Hussain de son rôle de direction du parti, indiquant que ce dernier ne peut pas être dirigé depuis l'étranger. Hussain réplique en expulsant son ancien fidèle, créant ainsi une scission dans le parti. La section dirigée par Farooq Sattar prend alors le nom de MQM-Pakistan, mais elle-même connait une nouvelle scission : le MQM-PIB dirigée par Sattar et le MQM-Bahadurabad dissident,. En juin 2018, la justice donne raison aux dissidents et Khalid Maqbool Siddiqui remplace Sattar pour diriger le MQM-Pakistan. 
Ces divisions ont raison des performances électorales du MQM, qui perd à Karachi deux élections partielles de l'Assemblée provinciale du Sind au profit du Parti du peuple pakistanais, créant des affrontements entre les militants des différentes factions qui se renvoient la responsabilité de cet échec à l’approche des élections législatives de 2018,. L'armée pakistanaise et son chef Raheel Sharif puis Qamar Javed Bajwa sont accusés d'avoir joué un grand rôle dans ces divisions, cherchant à exclure Altaf Hussain de la vie politique.
Alors que Altaf Hussain appelle les militants du MQM à boycotter les élections législatives du 25 juillet 2018, le parti réalise la pire performance de son histoire en perdant les trois-quarts de son électorat et les deux-tiers de ses sièges alors que l'abstention est en hausse à Karachi. Farooq Sattar échoue lui-même à se faire élire mais les sept députés du parti rejoignent la coalition gouvernementale autour du Premier ministre Imran Khan. Farogh Naseem devient ministre de la Justice et Khalid Maqbool Siddiqui ministre des Télécommunications.

## Représentation parlementaire

### Législatives
| Année | Votes     | %       | Députés  | Rang    | Position                                                        |         |
| ----- | --------- | ------- | -------- | ------- | --------------------------------------------------------------- | ------- |
| 1988  | ?         | ?       | 11 / 237 | 3e      | Opposition                                                      |         |
| 1990  | 1 172 525 | 5,5     | 15 / 207 | 3e      | Opposition                                                      |         |
| 1993  | Boycott   | Boycott | Boycott  | Boycott | Boycott                                                         | Boycott |
| 1997  | 764 207   | 4,0     | 12 / 207 | 3e      | Opposition                                                      |         |
| 2002  | 932 166   | 3,1     | 17 / 342 | 6e      | Opposition                                                      |         |
| 2008  | 2 507 813 | 7,4     | 25 / 342 | 4e      | Opposition                                                      |         |
| 2013  | 2 456 153 | 5,4     | 23 / 342 | 4e      | Opposition                                                      |         |
| 2018  | 729 767   | 1,4     | 7 / 342  | 8e      | Coalition avec le PTI (2018-2022), Shehbaz Sharif I (2022-2023) |         |
| 2024  | 1 119 962 | 1,89    | 22 / 336 | 8e      | Shehbaz Sharif II                                               |         |

### Sind
| Année | Votes     | %       | Députés  | Rang    | Position   |         |
| ----- | --------- | ------- | -------- | ------- | ---------- | ------- |
| 1990  |           |         | 27 / 130 |         | Opposition |         |
| 1993  | Boycott   | Boycott | Boycott  | Boycott | Boycott    | Boycott |
| 1997  |           |         | 28 / 130 |         | Opposition |         |
| 2002  | 898 733   | 14,88   | 32 / 130 | 2e      | Opposition |         |
| 2008  | 2 592 505 | 30,46   | 51 / 130 | 2e      | Opposition |         |
| 2013  | 2 510 853 | 25,53   | 51 / 168 | 2e      | Opposition |         |
| 2018  | 773 951   | 7,65    | 21 / 168 | 3e      | Opposition |         |

## Personnalités marquantes du parti

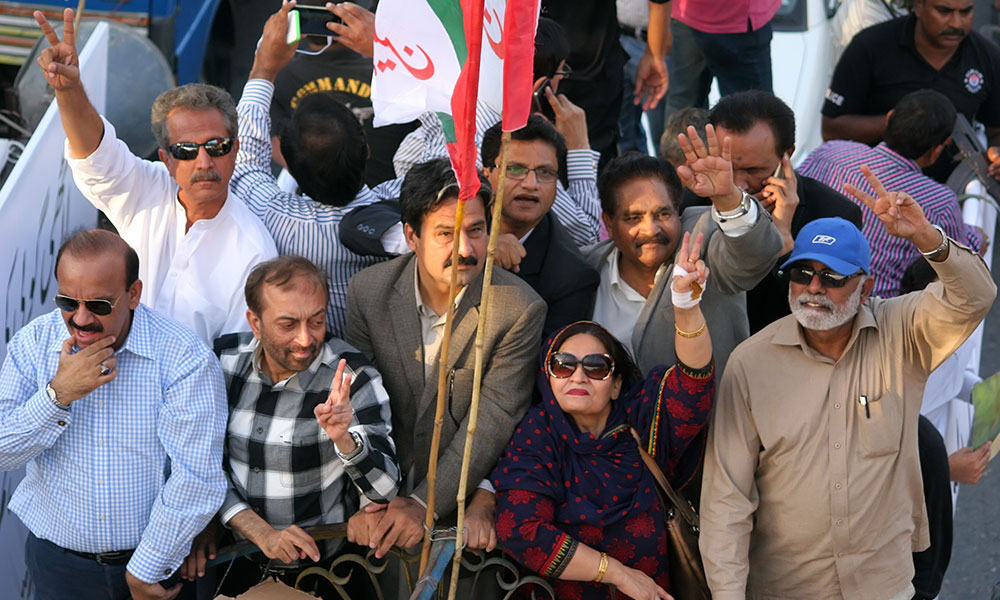
Figures du MQM, dont Farooq Sattar et Waseem Akhtar.

- Altaf Hussain, fondateur et dirigeant du parti
- Imran Farooq, membre fondateur du parti
- Farooq Sattar, membre historique
- Ishrat-ul-Ibad Khan, gouverneur du Sind de 2002 à 2016
- Mustafa Kamal, maire de Karachi de 2005 à 2010
- Waseem Akhtar, élu maire en 2016
- Farogh Naseem, ministre fédéral